# Température de Néel
La température de Néel, ou point de Néel, est la température TN au-dessus de laquelle un matériau antiferromagnétique devient paramagnétique (l'énergie thermique est alors suffisante pour rompre l'ordre magnétique microscopique de la matière),. Elle porte le nom de Louis Néel (1904-2000), qui a reçu le prix Nobel de physique en 1970 pour ses travaux dans ce domaine. Cette terminologie est propre à l'ordre antiferromagnétique : s'agissant de la transition entre l'état désordonné et une phase ferromagnétique, ferrimagnétique ou ferroélectrique, la transition a lieu à la température de Curie TC.

## Variation de la susceptibilité magnétique
Au-dessous de la température TN, la susceptibilité magnétique χm augmente avec l'augmentation de la température T. Elle atteint un maximum pour {\displaystyle T=T_{\mathrm {N} }}. Pour {\displaystyle T>T_{\mathrm {N} }}, elle diminue selon l'équation :
{\displaystyle \chi _{m}={\frac {C}{T+T_{\mathrm {N} }}}}
où {\displaystyle C} est la constante de Curie, spécifique à chaque matériau.

## Exemples
Le tableau suivant donne les températures de Néel pour différentes matières.
| Substance | TN (K) |
| --------- | ------ |
| MnO       | 116    |
| MnS       | 160    |
| MnTe      | 307    |
| MnF2      | 67     |
| FeF2      | 79     |
| FeCl2     | 24     |
| FeI2      | 9      |
| FeO       | 198    |
| FeOCl     | 80     |
| CoCl2     | 25     |
| CoI2      | 12     |
| CoO       | 291    |
| NiCl2     | 50     |
| NiI2      | 75     |
| NiO       | 525    |
| Cr        | 308    |
| Cr2O3     | 307    |
| Nd5Ge3    | 50     |